# Luiz Carlos Barbieri
Luiz Carlos Barbieri (Erechim, 18 de junho de 1957) é um treinador e ex-futebolista brasileiro que atuava como meia.
Como jogador, iniciou sua carreira na Chapecoense, tendo obtido maior destaque pelo Guarani. Começou a treinar em 2003 o mesmo Guarani, e desde então tem alterado de clube em mais de dez oportunidades. estando anteriormente, no comando do Paysandu e Mixto, foi contratado pela Anapolina para o Campeonato Goiano de 2012.
Em 2015 acertou com o Tricordiano, dando sequência a disputa do Môdulo II do Mineiro 2015. No final da competição estadual, Barbieri  consegue o acesso a primeira divisão com o time mineiro, e em junho após o término da competição estadual, está liberado do clube mineiro. De junho até atualmente está livre no mercado.

## Títulos

### Como treinador
Criciúma
- Campeonato Catarinense: 2005[7]

Paraná
- Campeonato Paranaense: 2006[8]